# Joseph R. Burton
Joseph R. Burton (Mitchell, 1852. november 16. – Los Angeles, 1923. február 27.) az Amerikai Egyesült Államok szenátora (Kansas, 1901–1906).